# Escorrência superficial

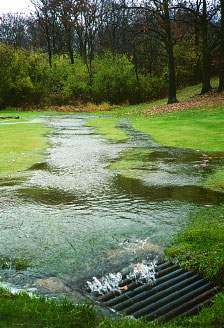
Escorrência superficial em um dreno de água da chuva

Escorrência superficial ou escoamento superficial é a terminologia usada em hidrologia que define o fluxo de água que ocorre na superfície do solo quando este se encontra saturado de umidade. Um dos estudos da hidrologia ocorre a respeito do escoamento, por meio do aproveitamento da água superficial que é acumulada, e também por propor medidas que evitem possíveis danos provocados pelo seu deslocamento.
Quando a chuva atinge a superfície terrestre parte da água se infiltra no solo e a quantidade de excedente escoa na superfície. A quantidade de água que escoa depende de alguns fatores, como a intensidade da chuva e a capacidade de infiltração do solo. Normalmente se considera como o escoamento superficial a precipitação menos a evaporação real e a infiltração no solo. Segundo a teoria de Horton, se forma quando o acúmulo de água supera a capacidade de absorvência do solo.